# Martyna Załoga
Martyna „Nancy” Załoga – polska gitarzystka basowa i wokalistka, członkini zespołów 52UM, Kryzys, Junkie Train, Nowy Świat, założyciela zespołu Nancy Regan. 

## Dyskografia
- 52UM (2007)
- Kryzys komunizmu (2010)
- Warszawa Gdańska (2012)